# Alex Florea
Alexandru Ionuț „Alex“ Florea (* 15. September 1991 in Constanța) ist ein rumänischer Sänger.

## Leben und Wirken
Florea stammt aus Constanța und studierte Journalismus, brach das Studium aber ab und begann ein Masterstudium im Fachbereich Theater an der Ovidius-Universität in Constanța.
Er nahm 2015 an Vocea României teil und schaffte es bis ins Halbfinale.
2017 nahm er zusammen mit Ilinca an der Selecția Națională 2017 teil. Nachdem beide mit dem Lied Yodel It! in der Vorrunde die Maximalpunktzahl erreicht hatten, konnten sie im Finale mit doppelt so vielen Stimmen (10400 zu 5200) wie Mihai Trăistariu auf Platz zwei den Sieg erringen, sodass sie nun Rumänien beim Eurovision Song Contest 2017 in Kiew vertreten durften. Im zweiten Halbfinale platzierten sich die beiden unter den besten zehn und qualifizierten sich damit für das Finale, wo sie Siebte wurden.

## Diskografie
Singles
- 2017: Yodel It! (Ilinca & Alex Florea)
- 2017: Nobody Told Me It Would Hurt